# Xã Ripley, Quận Huron, Ohio
Xã Ripley (tiếng Anh: Ripley Township) là một xã thuộc quận Huron, tiểu bang Ohio, Hoa Kỳ. Năm 2010, dân số của xã này là 1.024 người.